# Chanuman (huyện)
Chanuman (tiếng Thái: ชานุมาน) là huyện (‘‘amphoe’’) cực đông bắc của tỉnh Amnat Charoen, đông bắc Thái Lan.

## Lịch sử
Mueang Chanuman Monthon được lập năm 1910 bởi Phra Prachon Chaturong. Lúc đó mường này thuộc Monthon Ubon Ratchathani. Sau đó thành phố này khủng hoảng kinh tế và dân di cư đến nơi khác. Hoàng thân Sapphasitthiprasong đã hạ cấp mường này thành tiểu huyện (King Amphoe) thuộc Khemarat. Tiểu huyện này đã được nâng cấp thành huyện 1958. Năm 1993 đây là một trong những huyện tạo nên tỉnh mới Amnat Charoen.

## Địa lý
Các huyện giáp ranh (từ phía đông nam theo chiều kim đồng hồ) là Khemarat của tỉnh Ubon Ratchathani, Pathum Ratchawongsa, Senangkhanikhom của tỉnh Amnat Charoen, Loeng Nok Tha của tỉnh Yasothon và Don Tan của tỉnh Mukdahan. Về phía đông bên kia sông Mekong là tỉnh của Lào Salavan.
Nguồn nước quan trọng của vùng này là sông Mekong.

## Hành chính
Huyện này được chia thành 5 phó huyện (tambon), các đơn vị này lại được chia thành 59 làng (muban). Chanuman là một thị trấn (thesaban tambon) nằm trên một phần của tambon Chanuman. Ngoài ra có 5 tổ chức hành chính tambon (TAO).
| Số TT | Tên              | Tên tiếng Thái | Số làng | Dân số |  |
| ----- | ---------------- | -------------- | ------- | ------ |  |
| 1.    | Chanuman         | ชานุมาน         | 15      | 9.552  |  |
| 2.    | Khok San         | โคกสาร         | 9       | 5.640  |  |
| 3.    | Kham Khuean Kaeo | คำเขื่อนแก้ว      | 11      | 8.633  |  |
| 4.    | Khok Kong        | โคกก่ง          | 13      | 6.199  |  |
| 5.    | Pa Ko            | ป่าก่อ           | 11      | 7.653  |  |